# La casa de los abuelos
La casa de los abuelos (en tailandés ปริศนารูหลอน) es una película de suspenso y misterio sobrenatural estrenada en 2021, dirigida por Wisit Sasanatieng, escrita por Abishek J. Bajaj y protagonizada por Sompob Benjathikul, Sadanont Durongkaweroj y Steven Isarapong. Fue lanzada en Netflix el 2 de diciembre de 2021.

## Reparto
- Sompob Benjathikul
- Sadanont Durongkaweroj
- Steven Isarapong
- Thasorn Klinnium
- Mac Nattapat Nimjirawat
- Keetapat Pongrue
- Nicole Theriault
- Tarika Tidatid
- Sutatta Udomsilp